# 扎萨克卓哩克图郡王
阿巴噶右旗扎萨克多罗卓哩克图郡王为清朝内扎萨克蒙古阿巴噶右翼旗的世袭扎萨克多罗郡王。清崇德六年（1641年），多尔济被封为扎萨克多罗卓哩克图郡王，诏世袭罔替。乾隆五十三年（1788年），喇特纳什第被降为一等台吉。後複為多羅郡王。該旗扎薩克於1946年廢除。

## 扎萨克卓哩克图郡王世系
| 世代     | 名             | 年份           | 备注                             |
| -------- | -------------- | -------------- | -------------------------------- |
| 第一代   | 多尔济         | 1641年－1645年 |                                  |
| 第二代   | 塞尔珍         | 1645年－1669年 | 多尔济子                         |
| 第三代   | 德木伯勒       | 1669年－1678年 | 塞尔珍子                         |
| 第四代   | 楚英           | 1678年－1691年 | 德木伯勒子                       |
| 第五代   | 色棱           | 1691年－1695年 | 楚英子                           |
| 第六代   | 达玛璘札布     | 1695年－1700年 | 色棱弟                           |
| 第七代   | 弼英           | 1700年－1715年 | 德木伯勒次子                     |
| 第八代   | 札木巴勒札布   | 1715年－1751年 | 弼英子                           |
| 第九代   | 车凌旺布       | 1751年－1776年 | 札木巴勒札布子                   |
| 第十代   | 喇特纳什第     | 1776年－1820年 | 车凌旺布子                       |
| 第十一代 | 那木萨赉多尔济 | 1820年－1836年 | 喇特纳什第子                     |
| 第十二代 | 萨勒济勒多尔济 | 1836年－1849年 | 那木萨赍多尔济子                 |
| 第十三代 | 刚噶尔伦布     | 1849年－1890年 | 萨勒济勒多尔济子                 |
| 第十四代 | 布彦乌勒哲依   | 1890年－1898年 | 刚噶尔伦布子                     |
| 第十五代 | 扎那密達爾     | 1898年－1918年 | 布彦乌勒哲依族弟，1918年因病出缺 |
| 第十六代 | 雄努敦都布     | 1920年－1945年 | 扎那密達爾子                     |